# Медаль Карла Шварцшильда
Меда́ль Ка́рла Шварцши́льда (нім. Karl Schwarzschild Medal) — найвища нагорода Німецького астрономічного товариства. Вручається з 1959 року за видатні наукові досягнення в галузі астрономії. Отримала назву на честь німецького фізика і астронома Карла Шварцшильда. Нагорода включає медаль і почесну лекцію на річних зборах товариства. Лекція потім публікується.
Серед лауреатів премії є 7 нобелівських лауреатів.

## Лауреати
- 1959 — Мартін Шварцшильд
- 1963 — Шарль Ференбак
- 1968 — Мартен Шмідт
- 1969 — Бенгт Стремгрен
- 1971 —  Ентоні Г'юїш
- 1972 — Ян Гендрик Оорт
- 1974 — Корнеліс де Ягер
- 1975 — Лайман Спітцер
- 1977 — Вільгельм Беккер[de]
- 1978 — Джордж Філд[en]
- 1980 — Людвіг Бірман
- 1981 — Богдан Пачинський
- 1982 — Жан Делай[de]
- 1983 — Дональд Лінден-Белл[en]
- 1984 — Деніел Поппер[en]
- 1985 — Едвін Солпітер
- 1986 —  Субраманьян Чандрасекар
- 1987 —  Лодевейк Волтьєр[en]
- 1989 — Мартін Ріс
- 1990 — Юджин Паркер
- 1992 — Фред Гойл
- 1993 — Реймонд Вілсон[en]
- 1994 — Йоахім Трюмпер[de]
- 1995 — Гендрік ван де Гулст
- 1996 —  Кіп Торн
- 1997 —  Джозеф Готон Тейлор
- 1998 — Пітер Стріттметтер[de]
- 1999 — Джеремія Острікер
- 2000 —  Роджер Пенроуз
- 2001 —Кеїті Кодаіра[de]
- 2002 —  Чарлз Гард Таунс
- 2003 — Еріка Бем-Фітензе
- 2004 — Ріккардо Джакконі
- 2005 — Густав Андреас Тамманн[en]
- 2007 — Рудольф Кіппенхан
- 2008 — Рашид Сюняєв
- 2009 — Рольф-Петер Кудріцкі[de]
- 2010 — Мішель Майор
- 2011 — Райнгард Ґенцель
- 2012 — Сандра Фабер
- 2013 — Карл-Гайнц Рэдлер[de]
- 2014 — Маргарет Геллер
- 2015 — Іммо Аппенцеллер
- 2016 — Роберт Вільямс[en]
- 2017 — Ріхард Велебінський[de]
- 2018 — Анджей Удальський
- 2019 — Евіна ван Дісхук
- 2020 —  Фрідріх Карл Тілеман[en]
- 2021 — Джоселін Белл Бернелл
- 2022 — Hans-Thomas Janka (інші мови)
- 2023 — Томас Геннінґ
- 2024 — Антон Ценсус[en]